# 单指令流多数据流

单指令流多数据流（英語：Single Instruction Multiple Data，縮寫：SIMD）是一种采用一个控制器来控制多个处理器，同时对一组数据（又称“数据向量”）中的每一个分别执行相同的操作从而实现空间上的并行性的技术。
在微处理器中，单指令流多数据流技术则是一个控制器控制多个平行的处理微元，例如Intel的MMX或SSE，以及AMD的3D Now!指令集。
圖形處理器（GPU）擁有強大的並行處理能力和可程式流水線，面對单指令流多数据流時，運算能力遠超傳統CPU。OpenCL和CUDA分別是目前最廣泛使用的開源和專利通用圖形處理器（GPGPU）運算語言。

## 参阅
- 并行计算
- 費林分類法（Flynn's Taxonomy）